# Begaljica
Begaljica (Servisch cyrillisch: Бегаљица) is een plaats in de Servische gemeente Grocka. De plaats telt 3255 inwoners (2002).